# Ischias
Ischias, voluit ischiasneuralgie, is een vorm van zenuwpijn, van neuralgie, in het been vanuit de rug. De pijn wordt veroorzaakt door druk op wortels van de nervus ischiadicus, waar deze uit de wervelkolom naar buiten komen. Ischias wordt vaak door een rughernia veroorzaakt. De verouderde naam heupjicht is aan het verdwijnen aangezien ischias niets met jicht heeft te maken.

## Symptomen
Het meest kenmerkende symptoom van ischias is een pijn aan de achterkant van het been die loopt van de bil tot de voet. De pijn doet zich meestal maar aan één kant voor, maar kan zo hevig zijn dat lopen niet mogelijk is. Het gaat meestal met lumbago of lage rugpijn gepaard en straalt naar beneden in de benen uit.
Alarmsignalen zijn:
- uitstraling naar de benen met als gevolg dat tenen of delen van de voet gevoelloos worden
- spieruitval, bijvoorbeeld een klapvoet
- incontinentie door verlies van controle over de sluitspieren van blaas en darm

## Behandeling
Behandeling is in eerste instantie conservatief.
Bij aanwijzingen voor specifieke oorzaken is onderzoek daarnaar en eventueel behandeling aangewezen. Het is aan te bevelen om zeker bij een eerste episode van ischias een arts te raadplegen.